# Elasmus maurus
Elasmus maurus är en stekelart som beskrevs av Graham 1995. Elasmus maurus ingår i släktet Elasmus och familjen finglanssteklar.
Artens utbredningsområde är:
- Frankrike.
- Sverige.

Arten är reproducerande i Sverige. Inga underarter finns listade i Catalogue of Life.